# 센서티브 포르노그래프
센서티브 포르노그래프(Sensitive Pornograph)는 사쿠라 아시카가 그린 보이즈 러브 만화이며, 그를 바탕으로 한 오리지널 비디오 애니메이션이다. 

## 개요
2003년 12월 잡지 피아스에 연재되었던 작품이다. 같은 달 만화책의 초판이 "JUNE 코믹스 피아스 시리즈"로 발매되어 2004년에 성인 애니메이션화되었다.